# فك شياخوه

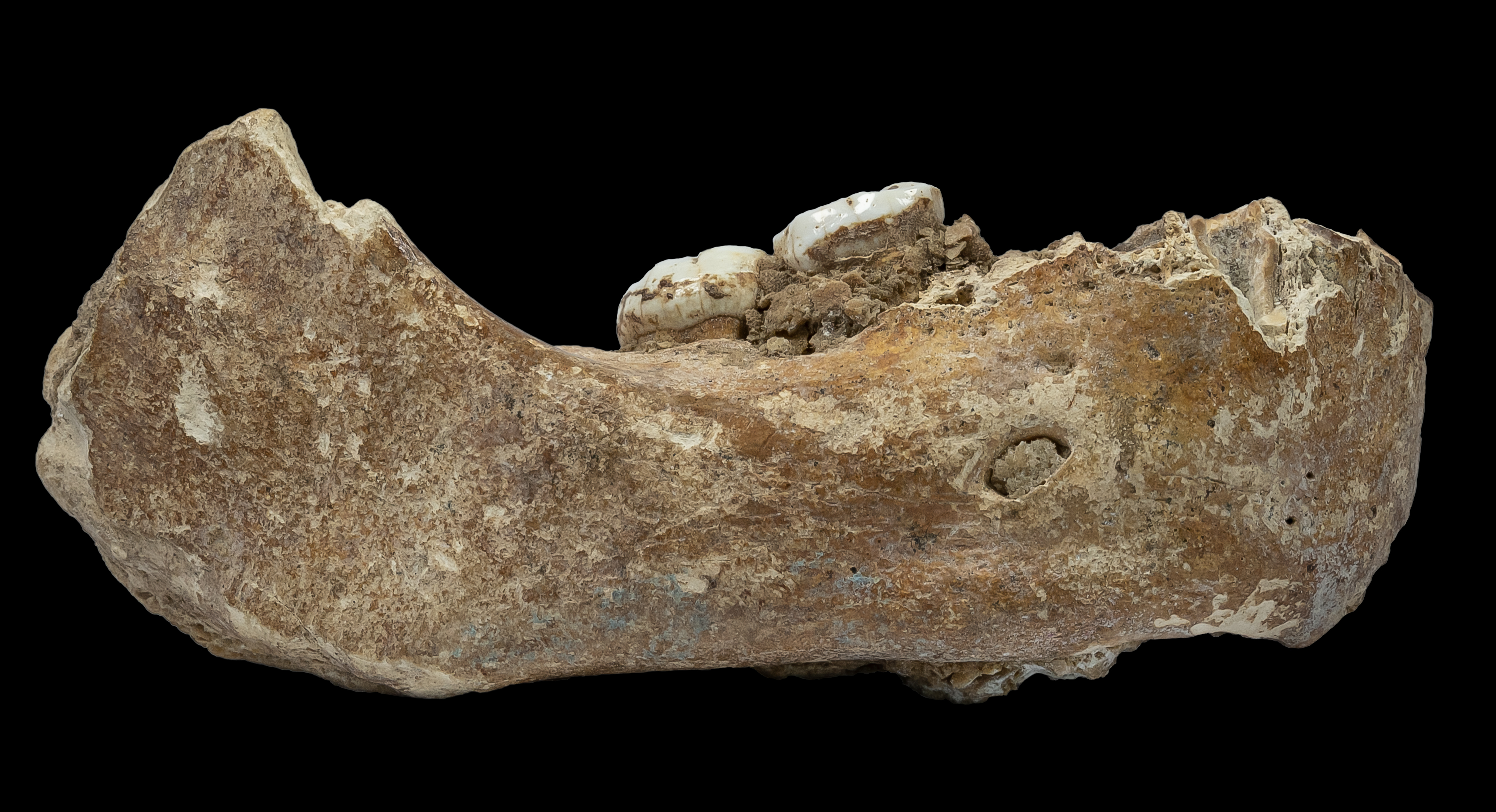
xiahe mandible

فك شياخوه (بالصينية: 夏河县人类下颌骨化石) هو اُحفورة فك لأشباه البشر (فك سفلي) اُكتُشِفَت في كهف بايشيا كارست الواقع في الطرف الشمال شرقي لهضبة التبت في مقاطعة شياخوه الواقعة بإقليم غانسو بالصين. وباستخدام تحليل البروتين القديم، فإن «فك شياخوه» هي اُحفورة لبشر الدينيسوفانيين تم تأكيد اكتشافها خارج كهف دينيسوفا في سيبيريا، وهي أكثر الأحافير الدينيسوفانية اكتمالًا، ومن اكتشاف هذه الاُحفورة فقد تُبين أن أشباه البشر القديمين كانوا يقيمون في بيئة ذات ارتفاعات عالية، وقليلة الأوكسجين قبل حوالي 160,000 سنة.

## التاريخ
فك شياخوه تم اكتشافه في عام 1980 في كهف بايشيا كارست، الواقع في الحافة الشمال شرقية لهضبة التبت في مقاطعة شياخوه، غانسو، الصين. وجدها راهب بوذي من التبت كان يتأمل في الكهف. أعطى العظمة إلى جيجمي تينبي وانغجونك [zh]، الجونجثانج السادس [de] تولكو، اللذي ميزها كاُحفورة مهمة لأشباه البشر وأعطاها إلى عالم الجيولوجيا دونغ جاونجرونج (董光荣)من جامعة لانزهو في الثمانينيات. دونج وزميله تشين فاهو بحثوا عن هذا الفك السفلي، ولكن كان من غير المعتاد أنهم لم يعرفوا كيف يصنفونها، لأن تركيز بحثهم كان الجيولوجيا وليس الباليوأنثروبولوجي (علم مستحاثات البشر)، هذه الاُحفورة تم التغاضي عنها لعقود من الزمن.
في عام 2010، تشين وطالبة الدكتوراه التي معه جانغ دونغجو بدأو بدراسة العظمة سويًة وبحثوا في عدد من الكهوف قي منطقة شياخوه. بسبب مضي وقت طويل على اكتشافها الأولي، تطلب الأمر منهم 6 سنوات للتأكد من أن الاُحفورة أتت من كهف بايشيا كراست. بسبب كون الكهف معبدًا بوذيًا، تم تأجيل التنقيب وذلك لحاجتهم للحصول على تخويلات من الجهات الدينية المعنية والسلطات الثقافية. في عام 2018، جانغ وزميلاتها قاموا أخيرًا بتنقيب منظم للكهف وأكتشفوا أدواٍت تعود للعصر الحجري القديم وعظام حيوانات عليها آثار قَطع.[2][3] فريق جامعة لانزهو وصل إلى جين-جاكس هوبلين في معهد ماكس بلانك لعلم الإنسان التطوري. هوبلين وطالبته فريدو ويلكر انظموا إلى البحث وساعدوا في تحديد الفك على أنه دينيسوفي باستخدام تحليل البروتين.

## النتائج
يتكون فك شياخوه من النصف الأيمن من فك جزئي مع ضرسين متصلين به. تم اكتشاف الفك مغطى بقشرة كربونية. وبتقدير العمر بطريقة سلسلة اليورانيوم فقد وضع الباحثون تقديرًا لعمر الفك بحوالي 160,000 سنة.
فهو يسبق نويا ديفو، الذي يعتبر حتى هذه اللحظة أقدم وجود بشري معروف على ارتفاع عالي، في بيئة قليلة الأوكسجين، بحوالي 120,000 سنة.
الباحثون فشلوا في محاولاتهم لإستخراج الحمض النووي من الاُحفورة، على الرغم من ذلك نجحوا في تحديد بروتينوم قديم ناٍج في عاج الأسنان لأحد اضراس الاُحفورة؛ بروتينوم شياخوه يتشارك في تطابق تطوري مع ذلك العميق من ناحية تسلسل الحمض النووي الموجود في الاُحفورة الدينيسوفانية من كهف دينيسوفا، دينيسوفا 3. تحليل البروتين يُظهر ايضًأ أن فك شياخوه يبين تشكيلات متعددة ذات حمض أميني واحد، COL1α2 R996K، الذي تشاركه فيه عينة واحدة فقط في السجل، دينيسوفا 3؛ تعددية الأشكال هذه غير موجودة في أي مرجع لمجموعة سكانية قديمة أو حديثة، الفك أيضًا يُظهر تشكلًا متعددًا لحمض أميني واحد، COL2α1 E583G، الذي يعتبر فريدًا من نوعه. بطريقة تحليل البروتين، الباحثون أستنتجوا بأن عينة شياخوه تعود إلى لمجموعة سكانية قريبة بشكل كبير للعينات الدينيسوفانية من كهف دينيسوفا. هذه المرة الأولى التي تم التعرف فيها على أحد أشباه البشر القديمين باستخدام تحليل البروتين فقط. هي أكثر الأحافير الدينوسيفانية اكتمالا. هذا الاكتشاف يضيف إدلًة داعمة لمفهوم أن البشر القديمين كانوا ناجحين في التأقلم مع الارتفاع العالي، البيئة ذات الأوكسجين القليل.
فك شياخوه وأسنانه تبين تشكيلًا عامًا يُعتبر نموذجيًا بالنسبة لأشباه البشر في الفترة البليستوسينية الوسطى. وصف الباحثون أحفورة الفك بكونها «قوًي جدًا». يشترك فك شياخوه بخاصية واحدة واضحة ألا وهي الأسنان الكبيرة، وهي في ذلك تشبه أسنان الأحافير الدينيسوفانية التي وجدت في الحفريات المسجلة من كهف دينيسوفا. كما يُظهر الفك أيضًا تشابهات شكلية لبعض الأحافير اللاحقة من منطقة شرق آسيا مثل أحفورة فك بينغو 1.